# Henry Finch-Hatton, XIII conte di Winchilsea
Henry Stormont Finch-Hatton, XIII conte di Winchilsea (3 novembre 1852 – Londra, 14 agosto 1927), è stato un nobile inglese.

## Biografia
Era il figlio di George Finch-Hatton, X conte di Winchilsea, e della sua terza moglie, Frances Margaretta Rice, figlia di Edward Royd Rice, un  deputato britannico per Dover (1847-1857).
Dal 1875 al 1887, era stato un allevatore di bestiame e cercatore d'oro nel Queensland. Suo fratello Harold si unì a lui, stabilendosi nell'area di Mackay (1875-1883) e scrisse un resoconto delle sue esperienze, intitolato "Advance Australia".
Nel 1898, succedette alla morte del fratello maggiore, Murray, diventando sia il conte di Winchilsea che Nottingham.

## Matrimonio
Sposò, il 12 gennaio 1882, Anne Jane Codrington (?-20 giugno 1924), figlia dell'ammiraglio Sir Henry Codrington. Ebbero tre figli:
- Lady Gladys Margaret Finch-Hatton (1882-1964), sposò il capitano Osmond Williams, ebbero due figli;
- Guy Finch-Hatton, XIV conte di Winchilsea (1885-1939);
- Denys Finch Hatton (1887-1931).

## Morte
Morì il 14 agosto 1927 e fu sepolto a Ewerby, nel Lincolnshire.

## Ascendenza
|                                              |            |                                     | Genitori                              |  |  | Nonni |  |  | Bisnonni     |  |  | Trisnonni                             |  |
|                                              |            |                                     |                                       |  |  |       |  |  | Edward Finch |  |  | Daniel Finch, VII conte di Winchilsea |  |
|                                              |            |                                     |                                       |  |  |       |  |  | Edward Finch |  |  | Daniel Finch, VII conte di Winchilsea |  |
|                                              |            | Anne Hatton                         |                                       |  |  |       |  |  | Edward Finch |  |  |                                       |  |
| George Finch-Hatton                          |            |                                     |                                       |  |  |       |  |  | Edward Finch |  |  |                                       |  |
|                                              |            | Anne Palmer                         | Thomas Palmer, IV baronetto           |  |  |       |  |  |              |  |  |                                       |  |
|                                              |            | Anne Palmer                         | Thomas Palmer, IV baronetto           |  |  |       |  |  |              |  |  |                                       |  |
|                                              |            | Anne Palmer                         | Elizabeth Marsham                     |  |  |       |  |  |              |  |  |                                       |  |
| George Finch-Hatton, X conte di Winchilsea   |            | Anne Palmer                         |                                       |  |  |       |  |  |              |  |  |                                       |  |
|                                              |            | David Murray, II conte di Mansfield | David Murray, VI visconte di Stormont |  |  |       |  |  |              |  |  |                                       |  |
|                                              |            | David Murray, II conte di Mansfield | David Murray, VI visconte di Stormont |  |  |       |  |  |              |  |  |                                       |  |
|                                              |            | David Murray, II conte di Mansfield | Anne Stewart                          |  |  |       |  |  |              |  |  |                                       |  |
| Elizabeth Murray                             |            | David Murray, II conte di Mansfield |                                       |  |  |       |  |  |              |  |  |                                       |  |
|                                              |            | Henrietta Frederica von Bünau       | Henry von Bünau                       |  |  |       |  |  |              |  |  |                                       |  |
|                                              |            | Henrietta Frederica von Bünau       | Henry von Bünau                       |  |  |       |  |  |              |  |  |                                       |  |
|                                              |            | Henrietta Frederica von Bünau       | Maria Anna Regine von Ragnitz         |  |  |       |  |  |              |  |  |                                       |  |
| Henry Finch-Hatton, XIII conte di Winchilsea |            | Henrietta Frederica von Bünau       |                                       |  |  |       |  |  |              |  |  |                                       |  |
|                                              | Henry Rice | Walter Rice                         |                                       |  |  |       |  |  |              |  |  |                                       |  |
|                                              | Henry Rice | Walter Rice                         |                                       |  |  |       |  |  |              |  |  |                                       |  |
|                                              | Henry Rice | Bridget Griffiths                   |                                       |  |  |       |  |  |              |  |  |                                       |  |
| Edward Royd Rice                             | Henry Rice |                                     |                                       |  |  |       |  |  |              |  |  |                                       |  |
|                                              |            | Sarah Samson                        | …                                     |  |  |       |  |  |              |  |  |                                       |  |
|                                              |            | Sarah Samson                        | …                                     |  |  |       |  |  |              |  |  |                                       |  |
|                                              |            | Sarah Samson                        | …                                     |  |  |       |  |  |              |  |  |                                       |  |
| Frances Margaretta Rice                      |            | Sarah Samson                        |                                       |  |  |       |  |  |              |  |  |                                       |  |
|                                              |            | Edward Austen Knight                | George Austen                         |  |  |       |  |  |              |  |  |                                       |  |
|                                              |            | Edward Austen Knight                | George Austen                         |  |  |       |  |  |              |  |  |                                       |  |
|                                              |            | Edward Austen Knight                | Cassandra Leigh                       |  |  |       |  |  |              |  |  |                                       |  |
| Elizabeth Austen                             |            | Edward Austen Knight                |                                       |  |  |       |  |  |              |  |  |                                       |  |
|                                              |            | Elizabeth Bridges                   | Brook Bridges, III baronetto          |  |  |       |  |  |              |  |  |                                       |  |
|                                              |            | Elizabeth Bridges                   | Brook Bridges, III baronetto          |  |  |       |  |  |              |  |  |                                       |  |
|                                              |            | Elizabeth Bridges                   | Fanny Fowler                          |  |  |       |  |  |              |  |  |                                       |  |
|                                              |            | Elizabeth Bridges                   |                                       |  |  |       |  |  |              |  |  |                                       |  |